# Santa Rosa (Laguna)
Pour les articles homonymes, voir Santa Rosa.
Santa Rosa est une localité de la province de Laguna, aux Philippines. En 2015, elle compte 353 767 habitants.